# Ordre de succession à l'ancien trône d'Allemagne et de Prusse
Pour les articles homonymes, voir Trône (homonymie).

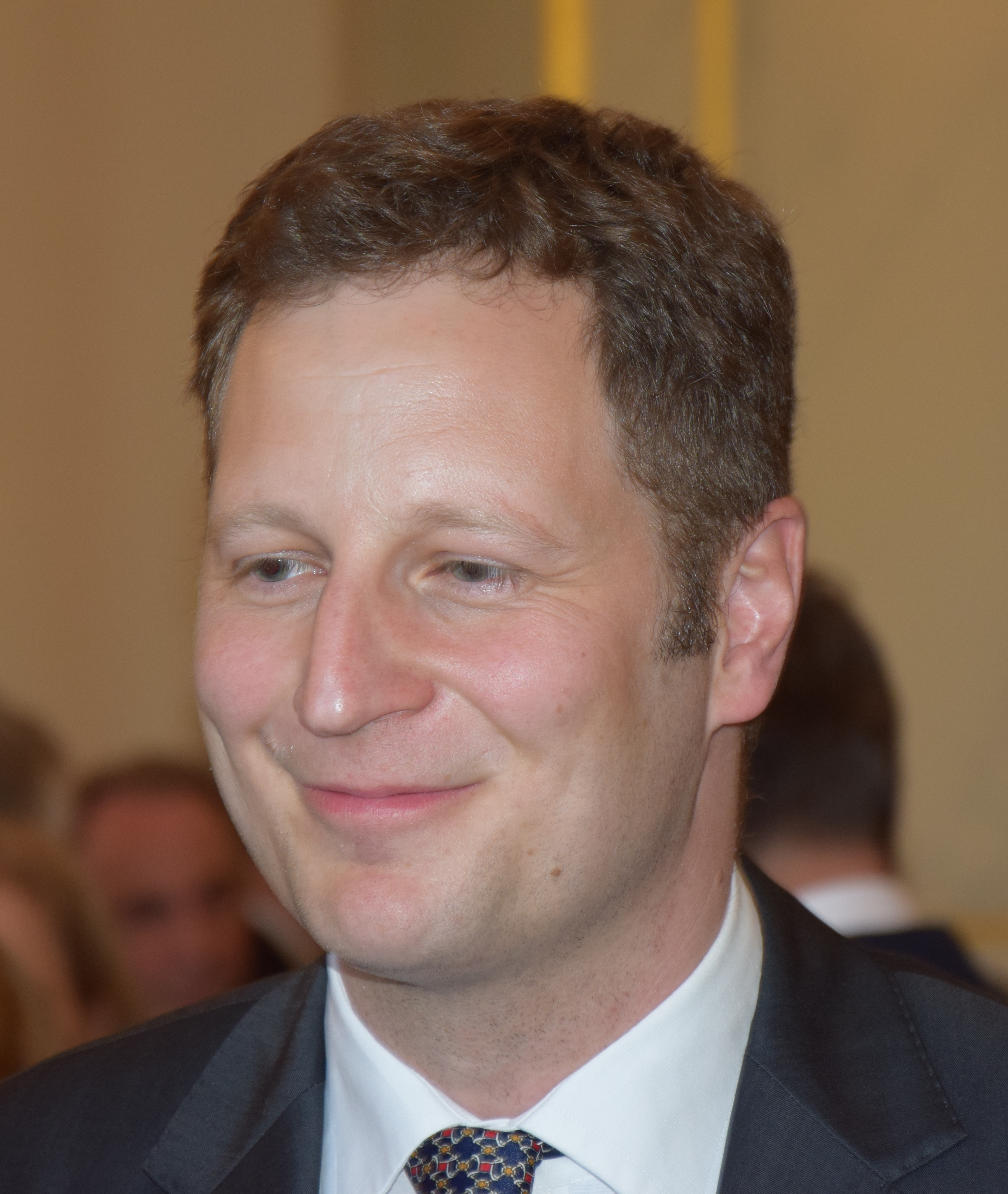
Le prince Georges Frédéric de Prusse, l'actuel prétendant.

L'actuel prétendant au trône d'Allemagne et de Prusse est le prince Georges Frédéric de Prusse, fils de Louis-Ferdinand de Prusse, décédé le 11 juillet 1977. Lui-même était le fils de Louis-Ferdinand de Prusse, prétendant au trône d'Allemagne et de Prusse jusqu'au 26 septembre 1994, date de sa mort. Celui-ci était le fils de Guillaume de Prusse, prince héritier d'Allemagne et fils de l'empereur allemand Guillaume II.

## Ordre de succession
Frédéric Ier, roi de Prusse → Frédéric-Guillaume Ier, roi de Prusse → Auguste-Guillaume de Prusse → Frédéric-Guillaume II, roi de Prusse → Frédéric-Guillaume III, roi de Prusse → Guillaume Ier, empereur allemand → Frédéric III, empereur allemand → Guillaume II, empereur allemand → Guillaume, prince héritier de Prusse → Louis-Ferdinand de Prusse → Louis-Ferdinand de Prusse
1. S.A.R. le prince Georges Frédéric de Prusse (1976), fils du prince Louis-Ferdinand de Prusse
2. S.A.R. le prince Carl Friedrich Franz Alexander de Prusse (b.Bremen 20 janvier 2013), fils du prince Georges Frédéric de Prusse

1. S.A.R. le prince Louis Ferdinand Christian Albrecht de Prusse (b.Bremen 20 janvier 2013) fils du prince Georges Frédéric de Prusse
2. S.A.R. le prince Heinrich Albert Johann Georg de Prusse (b.Bremen 17 Nov 2016), fils du prince Georges Frédéric de Prusse

Frédéric Ier, roi de Prusse → Frédéric-Guillaume Ier, roi de Prusse → Auguste-Guillaume de Prusse → Frédéric-Guillaume II, roi de Prusse → Frédéric-Guillaume III, roi de Prusse → Guillaume Ier, empereur allemand → Frédéric III, empereur allemand → Guillaume II, empereur allemand → Guillaume, prince héritier de Prusse → Louis-Ferdinand de Prusse
1. S.A.R. le prince Christian Sigismond de Prusse (1946), fils du prince Louis-Ferdinand de Prusse
2. S.A.R. le prince Christian Louis Michael Frédéric Ferdinand de Prusse (1986), fils du prince Christian Sigismond de Prusse

| Tous ceux qui précèdent sont des descendants du prince héritier Guillaume de Prusse |
| ----------------------------------------------------------------------------------- |

Guillaume II, empereur allemand → Oscar de Prusse → Guillaume-Charles de Prusse
1. S.A.R. le prince Guillaume-Charles de Prusse (1955), fils du prince Guillaume-Charles de Prusse
2. S.A.R.[réf. nécessaire] le prince Oscar de Prusse (1959)[réf. nécessaire], fils du prince Guillaume-Charles de Prusse
3. S.A. le prince Oscar de Prusse (1993)[réf. nécessaire], fils du prince Oscar de Prusse
4. S.A. le prince Albert de Prusse (1998)[réf. nécessaire], fils du prince Oscar de Prusse

Guillaume II, empereur allemand → Joachim de Prusse → Charles-François de Prusse
1. S.A.R. le prince François-Guillaume de Prusse (1943), fils du prince Charles-François de Prusse
  1. S.A.I. le grand-duc Georges Mikhaïlovitch de Russie, prince de Prusse (1981), fils du prince François-Guillaume de Prusse
    1. S.A.S. le prince Alexandre Georgievitch Romanoff, prince de Prusse (2022), fils de le grand-duc Georges Mikhaïlovitch de Russie

| Tous ceux qui précèdent sont des descendants de Guillaume II |
| ------------------------------------------------------------ |